# منو (رایانش)

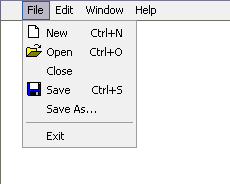
گزینگان عمومی یک نرم‌افزار

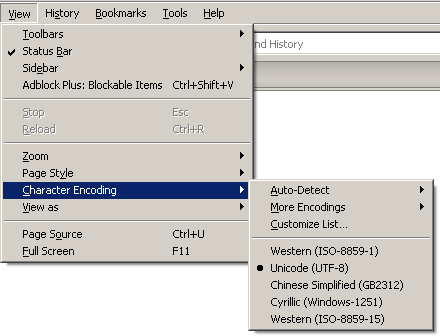
یک گزینگان و زیرگزینگان آن

در رایانش، منو یا گزینگان به فهرستی از گزینه‌ها یا فرمان‌ها گفته می‌شود که توسط رایانه یا سیستم ارتباطی برای کاربر به نمایش در می‌آید. کاربر می‌تواند از میان گزینه‌های منو، گزینهٔ مورد نظرش را با روش‌هایی که در واسط کاربر تعریف شده‌اند انتخاب کند.